# 原田重光
原田 重光（はらだ しげみつ），是日本的漫畫家、漫畫原作者。代表作為《泛用人型少女·百式》。很喜歡有點惡趣味的情色喜劇（エロコメディ）、無釐頭色情（バカエロ），同時也是他擅長發揮的領域。

## 作品列表
- （講談社『週刊Young Magazine』、全6卷）
- （腳本擔當、原作：永井豪、作画：湊青樹、講談社『週刊Young Magazine』、全2卷）
- 泛用人型少女·百式（ユリア100式）（作画：萩尾信人、白泉社『Young Animal』、全12卷）
- （作畫：瀨口和宏、白泉社『Young Animal嵐』、全6卷）
- 魔法少女不思議大作戰（魔嬢っ子リーナの不思議大作戦）（作畫：松浦円、講談社『別冊Young Magazine』、全3卷）長鴻出版社
- （作畫：宮島禮吏、講談社『週刊少年Magazine』2009年4・5合併号〜9号、全5回）
- かそうぶっ!（作畫：棚橋なもしろ、講談社『週刊少年Magazine』2010年4・5合併号〜6号、前・後篇）
- 百合學園～百合香的女子大學生活～（ゆりキャン 〜ゆりかのキャンパスライフ〜）（作畫：瀨口和宏、白泉社『Young Animal』2011年6号〜2013年2号、全5卷）青文出版社
- 少男身少女心～當少年變成少女～（たまたまオトメ 〜少年が少女になる時〜）（作畫：瀨口和宏、白泉社『Young Animalあいらんど』2011年〜2013年、全2卷）青文出版社
- 桃色魔術師（桃の魔術師）（作畫：荒木宰、講談社『月刊少年Rival』2012年12月号〜2014年5月号、全3卷）東立出版社
- 天降未來新娘（Re:まりな）（作畫：瀨口和宏、白泉社『Young Animal』2013年8号〜2015年8号、共5卷）青文出版社
- 我的癡女前妻系列（モトヨメシリーズ）（作畫：松本救助、白泉社『Young Animal嵐』2013年12月号〜2017年9月号、全4卷）青文出版社
- （作畫：大箕すず、白泉社『Young Animal嵐』）
- 短跑女神（作畫：かろちー、講談社『月刊Young Magazine』2017年12月号〜2021年12月号、全7卷）東立出版社
- 工作細胞BLACK（監修：清水茜、作畫：初嘉屋一生、講談社『Morning』）
- 工作細胞LADY（監修：清水茜、作畫：乙川灯、講談社『月刊Morning two』）

## 外部連結
- 白泉社　原田重光作品 （页面存档备份，存于）